# Пілява (Пясечинський повіт)
Пілява (пол. Pilawa) — село в Польщі, у гміні Пясечно Пясечинського повіту Мазовецького воєводства.
Населення — 333 особи (2011).
У 1975—1998 роках село належало до Варшавського воєводства.

## Демографія
Демографічна структура станом на 31 березня 2011 року:
|          | Загалом | Допрацездатний вік | Працездатний вік | Постпрацездатний вік |
| -------- | ------- | ------------------ | ---------------- | -------------------- |
| Чоловіки | 160     | 33                 | 107              | 20                   |
| Жінки    | 173     | 39                 | 99               | 35                   |
| Разом    | 333     | 72                 | 206              | 55                   |